# Apoheterolocha viridissima
Apoheterolocha viridissima là một loài bướm đêm trong họ Geometridae.